# 住友不动产
住友不動產（日语：／ sumimoto fudōsan */?）是日本大型不动产公司及综合地产开发商，隸屬於住友集團旗下，成立於1949年。現总部在东京的新宿新都心。是日經平均指數成份股之一。公司成立於1949年，繼承因財閥解體而剝離的舊住友本社的不動產部門。

## 历史
住友不动产是与三井不动产、三菱地所並列的大型综合地产开发商，三家公司並稱為「不動產御三家」。主要业务包括房屋租赁、房屋销售、房屋建设等。旗下一共有23个附属公司。在东京都心拥有200多栋大楼。

## 主要拥有的大楼
- 新宿住友大厦
- 新宿NS大厦
- 涩谷Infoss大厦（日语：渋谷インフォスタワー）
- 住友中野坂上大厦
- 住友不动产原宿大厦
- 泉花园大厦
- 住友不动产新宿Oak大厦
- 新宿文化Quint大厦（日语：新宿文化クイントビル）
- 汐留住友大厦
- 东京汐留大厦
- 住友不动产三田双子大厦
- 住友不动产西新宿大厦
- 新宿中央公园城（日语：新宿セントラルパークシティ）
- 住友不动产涩谷第一大厦（日语：住友不動産渋谷ファーストタワー）
- 住友不动产新宿grand大厦

## 图片集

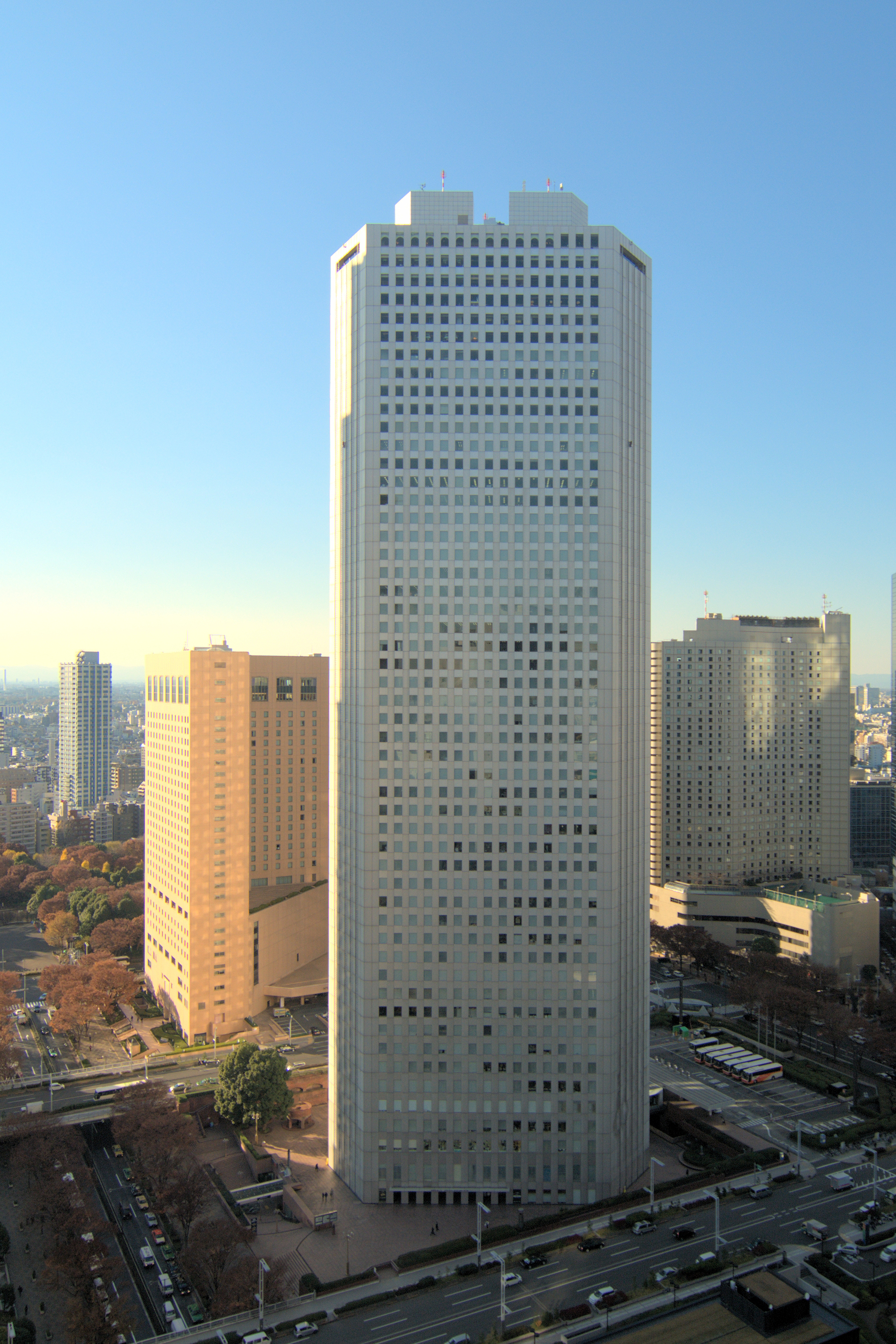
新宿住友大厦
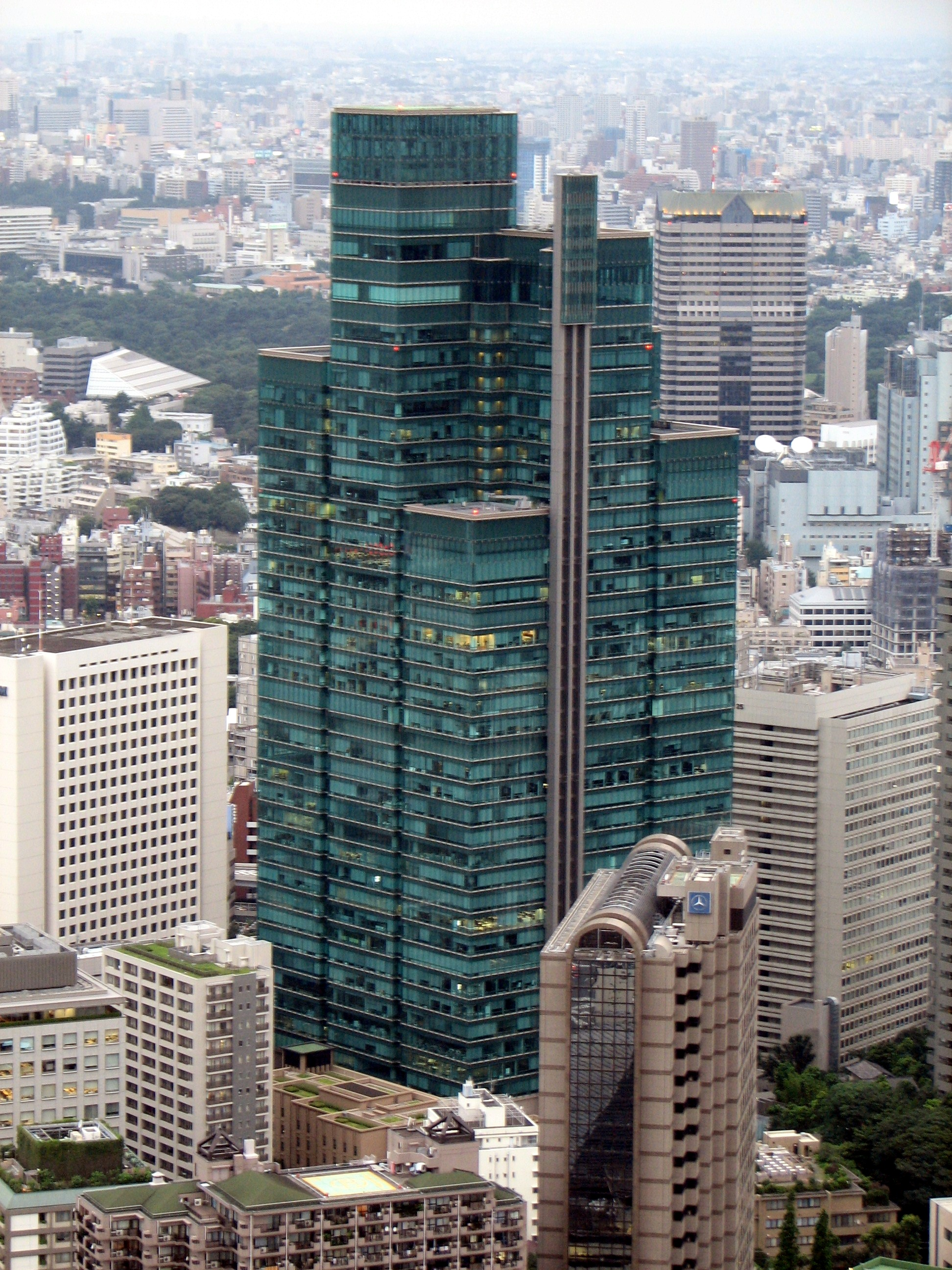
泉花园大厦
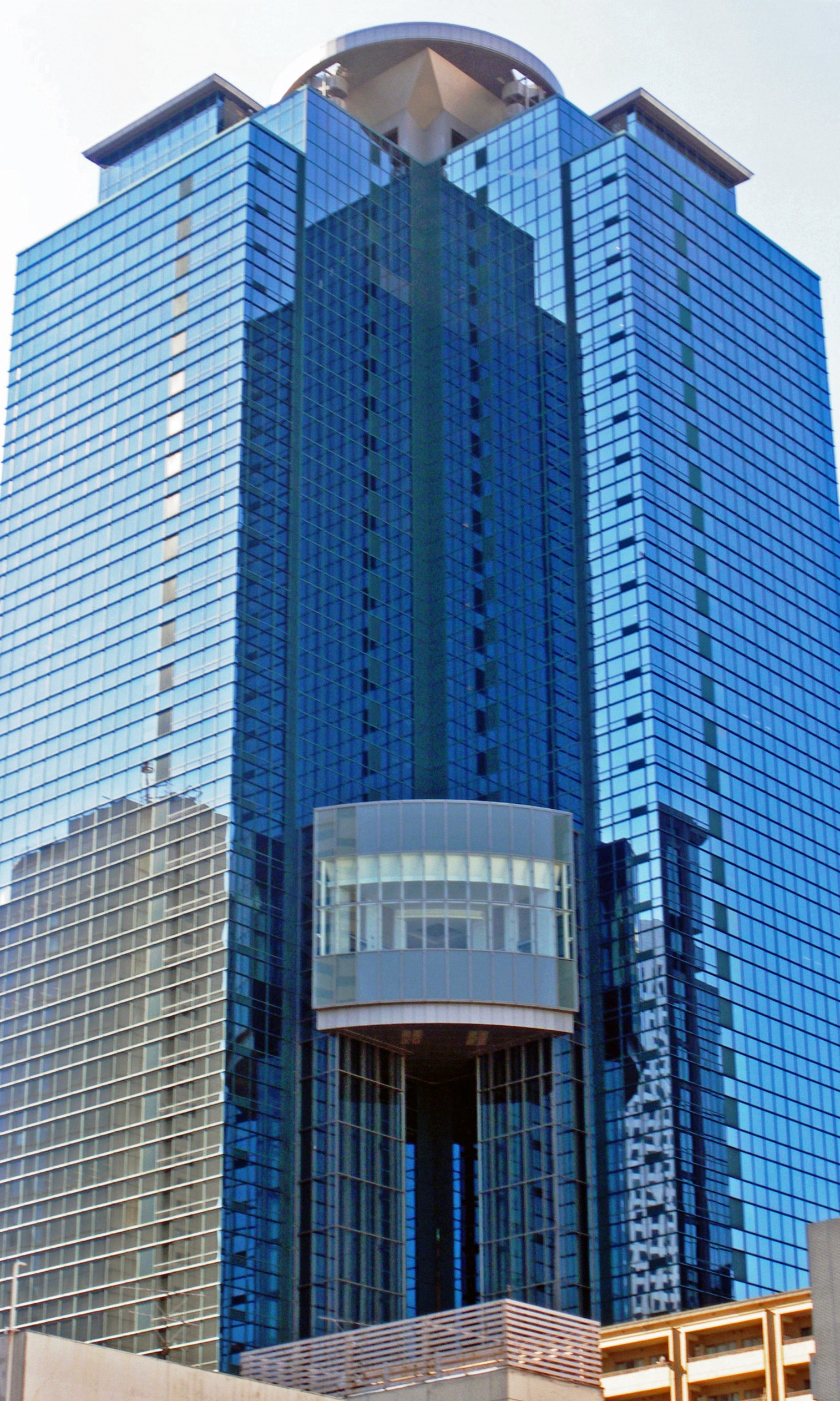
住友不动产新宿Oak大厦
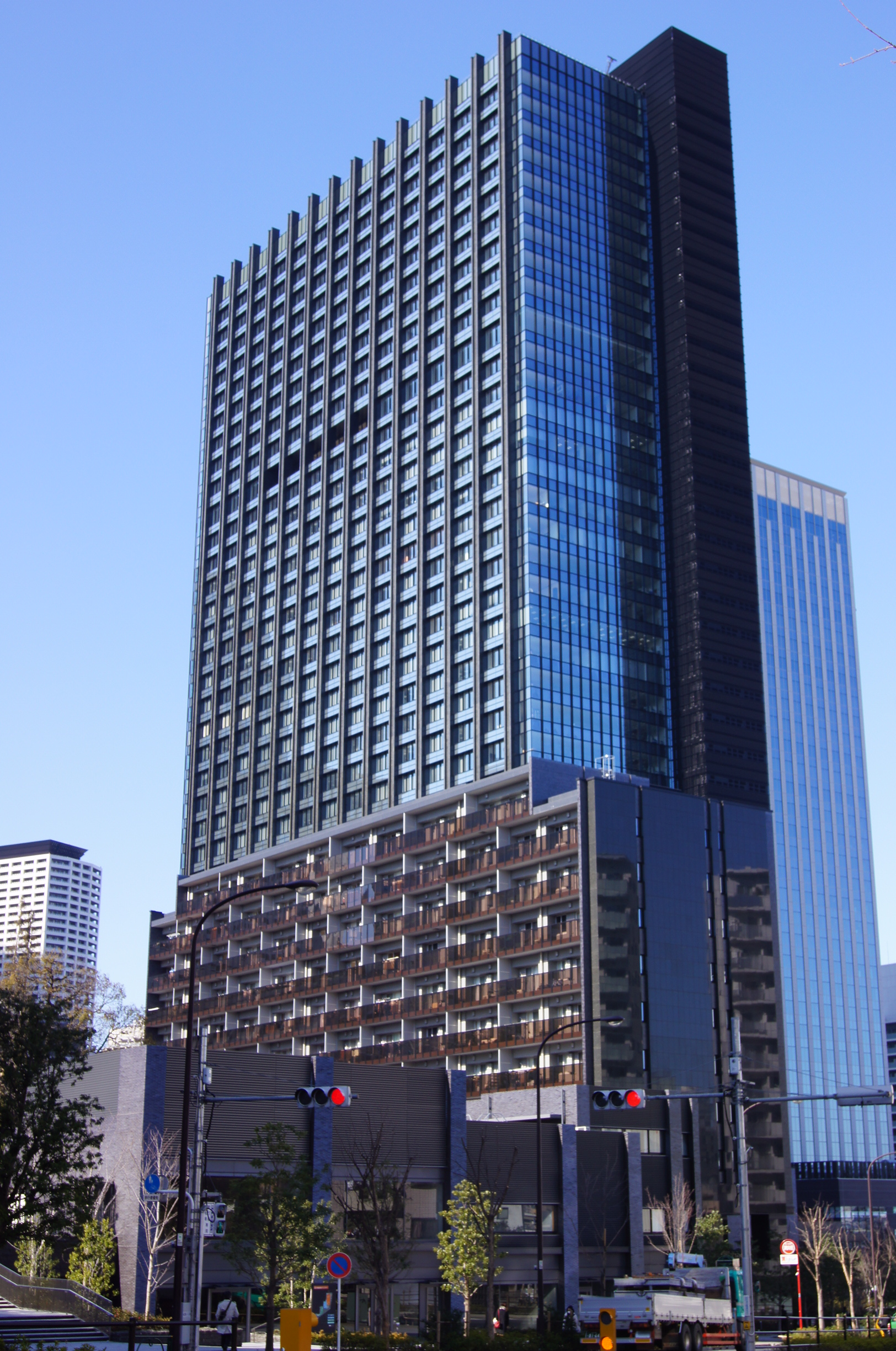
住友不动产新宿grand大厦
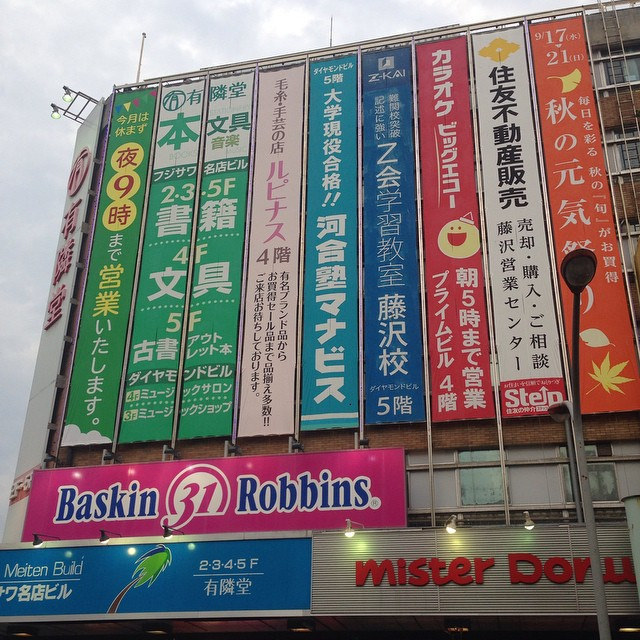
住友一間分店

## 外部連結
- 住友不动产（页面存档备份，存于） （日語）
- 住友不动产中文网页（页面存档备份，存于） （中文）